# Sombras en una batalla
Sombras en una batalla es una película española dirigida por Mario Camus.

## Ficha artística
- Carmen Maura (Ana)
- Joaquim de Almeida (José)
- Tito Valverde (Darío)
- Sonia Martín (Blanca)
- Ramón Langa (Fernando)
- Suzana Borges (mujer de José)
- Isabel de Castro (actriz) (madre José)
- Elisa Lisboa (Amalia)
- Miguel Zúñiga (funcionario)
- Cándido de Castro Calbarro (Policía)
- Manuel Fadón (Vitorino)
- Ione Irazábal
- Francisco Hernández
- Felipe Vélez

## Argumento
Ana es una exmilitante de ETA que vive en un pueblecito llamado Bermillo de Sayago, cerca de la frontera con Portugal. Trabaja de veterinaria junto con su amigo y compañero de trabajo Darío. Con él comparte sus quehaceres diarios y su rutina, junto con su hija Blanca. Ana es una mujer escondida en sí misma, pero un día conoce a José, un atractivo hombre que le hace retornar al pasado, puesto que José participó en la guerra sucia en España (GAL) atentando contra refugiados vascos en territorio francés. Hecho este que tocó de cerca con el pasado de Ana, y que al mismo tiempo coincide con el encuentro de miembros de ETA en activo, como el antiguo amigo de Ana, Fernando. Todos ellos intentarán resolver viejas cuentas pendientes, cada cual a su manera.
Al finalizar el filme, aparece una frase con las iniciales J. L. B. (Jorge Luis Borges) que dice: "Yo no hablo de venganza ni de perdones; el olvido es la única venganza y el único perdón".

## Premios y nominaciones
VIII edición de los Premios Goya
| Categoría                 | Persona                    | Resultado |
| ------------------------- | -------------------------- | --------- |
| Mejor película            | Cayo Largo Films / Sogepaq | Candidata |
| Mejor actriz protagonista | Carmen Maura               | Candidata |
| Mejor actor de reparto    | Tito Valverde              | Ganador   |
| Mejor guion original      | Mario Camus                | Ganador   |

Medallas del Círculo de Escritores Cinematográficos de 1993
| Categoría            | Persona     | Resultado |
| -------------------- | ----------- | --------- |
| Mejor película       |             | Ganador   |
| Mejor guion original | Mario Camus | Ganador   |

Otros premios
| Año  | Festival                                | Categoría         | Persona     | Resultado |
| ---- | --------------------------------------- | ----------------- | ----------- | --------- |
| 1993 | Festival Internacional de Cine de Moscú | St. George de Oro | Mario Camus | Candidato |